# 库卡斯堂区
库卡斯堂区是拉脱维亚拉特加爾地区，葉卡布皮爾斯市鎮的一个行政单位。

## 库卡斯堂区内的城镇和村庄
- 济拉尼